# Осада Турова (1160)
Осада Турова (зима 1159/1160) — неудачная попытка союзников Ростислава Мстиславича смоленского лишить Юрия Ярославича туровского его наследства после первого занятия Киева Ростиславом в ходе борьбы с Изяславом Давыдовичем. Таким образом, киевские князья из обеих противоборствующих группировок противились преобразованию Туровской волости Киевского княжества в самостоятельное княжество.
Осада продолжалась 3 недели и окончилась безрезультатно. Спустя год Ростислав и его союзники действовали уже заодно с Юрием Ярославичем и в его интересах за возвращение в Туровское княжество Слуцка.